# Olena Prytoela
Olena Yoerivna Prytoela (Oekraïens: Олена Юріївна Притула, Russisch: Алёна Юрьевна Притула) (Zavolzhye (oblast Nizjni Novgorod), 10 maart 1967) is een Oekraïense journalist, de voormalige hoofdredacteur, eigenaar (en eerdere mede-oprichter) van de Oekrajinska Pravda, een invloedrijke online krant die zich richt op nieuws en politieke berichtgeving in Oekraïne.

## Vroege leven
Geboren in Zavolzhye, oblast Nizjni Novgorod, verhuisde Prytoela met haar ouders naar de stad Izmajil aan de Donau in Oekraïne. Ze werd opgeleid als ingenieur in elektro-akoestiek en echografie aan het Odessa Polytechnisch Instituut. Beïnvloed door de dramatische sociale veranderingen in de Sovjet-Unie, stopte Prytoela met haar technische carrière en werd journalist. Ze begon haar journalistieke carrière als correspondent van het persbureau UNIAR, later werkzaam als stringer voor Reuters op de Krim, correspondent voor Interfax Oekraïne persbureau in Kiev en op de Krim.

## Oekrajinska Pravdaen Gongadze
In 2000 werd Prytoela een van de oprichters van Oekrajinska Pravda. De moord op de mede-oprichter van de site, journalist Georgi Gongadze, die openlijk had geprotesteerd tegen de toenemende overheidscensuur, vestigde de aandacht op de vrijheid van meningsuiting in Oekraïne.
Prytoela had ook een intieme relatie met de getrouwde Gongadze. Ze heeft het nooit publiekelijk gezegd, maar heeft herhaaldelijk haar diepe persoonlijke band met hem genoemd na zijn dood. Ze was dezelfde "vriend" van Gongadze wiens appartement hij verliet net voordat hij voor het laatst levend werd gezien.
Sinds 2013 was Prytoela de partner van een getrouwde Wit-Russische journalist Pavel Sjeremet. Op 20 juli 2016, nadat hij haar appartement had verlaten, werd hij opgeblazen in haar auto.
Prytoela keerde in 2004 terug naar Oekraïne na haar fellowship-jaar aan Stanford, waar ze een Lyle en Corrine Nelson International Journalism Fellow was, en op internet gebaseerde communicatie en nieuwe media technologieën studeerde.
Kort na haar terugkeer was Oekraïne getuige van de Oranjerevolutie waarin Prytoela's site een centrale rol speelde bij het verstrekken van tijdige informatie aan het publiek in een sfeer van onrust en persbeperkingen.
In de jaren 2000, vulde Prytoela Oekrajinska Pravda aan met nieuwssites gewijd aan economie, lifestyle, lokaal nieuws en tabloid, waardoor een geïntegreerde internetmediagroep ontstond.
De Russisch-sprekende Prytoela drong erop aan dat de startpagina's van haar nieuwssites in het Oekraïens bleven, hoewel er ook een vertaalde Russische versie was. Eerder beschikbare Engels vertaalde versies werden stopgezet en offline gezet.
In mei 2021 verkocht eigenaar Prytoela 100% van de bedrijfsrechten van Oekrajinska Pravda aan Dragon Capital. De partijen kwamen overeen dat het redactionele beleid van de krant ongewijzigd zou blijven. Volgens Dragon Capital was de investering "een nieuwe stap in de richting van ondersteuning van vrije media en vrijheid van meningsuiting in Oekraïne". Prytoela is van plan Oekrajinska Pravda in 2023 te verlaten.